# 6233 Kimura
6233 Kimura este un asteroid din centura principală de asteroizi.

## Descriere
6233 Kimura este un asteroid din centura principală de asteroizi. A fost descoperit pe 8 februarie 1986 la Karasuyama de Shigeru Inoda și Takeshi Urata. El prezintă o orbită caracterizată de o semiaxă mare de 2,79 ua, o excentricitate de 0,18 și o înclinație de 6,8° în raport cu ecliptica.